# David Sánchez (musicien)
Pour les articles homonymes, voir Sánchez et David Sánchez.
David Sánchez, né le 9 septembre 1968 à Porto Rico, est un saxophoniste ténor de jazz.

## Biographie
David Sánchez se tourne tout d'abord vers le conga à l'âge de 8 ans, puis fait ses premiers pas au saxophone à 12 ans. En 1986, il obtient un diplôme d'études secondaires en arts d'interprétation avant d'étudier la psychologie une année et de partir à New York en 1988 afin de devenir musicien. À l'Université Rutgers, il étudie entre autres avec Kenny Barron, Ted Dunbar et John Purcell. À New York, il a la chance de jouer avec les célèbres pianistes Eddie Palmieri et Hilton Ruiz, ainsi qu'avec le trompettiste Claudio Roditi, ce qui lui permet d'attirer l'attention de la légende du jazz Dizzy Gillespie. Ce dernier invite Sanchez à participer, en 1991, à la tournée Live the Future en compagnie de Miriam Makeba.
Sa musique allie des rythmes afro-cubains à du bebop moderne comme on peut l'entendre sur ses deux premiers albums, The Departure (1994) et Sketches of Dreams (1995). Quatre ans plus tard, en 1999, son album Obsesion est nommé dans la catégorie Best Latin Jazz Album au cours des Grammy Awards, tout comme ses albums Maleza en 2001 et Travesia en 2002. En 2005, au cours des Latin Grammy Awards, il reçoit le prix Best Instrumental Album pour son album Coral.
Depuis 2007, il partage sa passion pour le jazz dans diverses universités en tant que professeur en donnant des cours magistraux ainsi qu'en participant à des workshops. Son dernier album, sorti en 2011, s'intitule Ninety Miles Project. Il s'agit à la fois d'un album et d'un documentaire tournés en 2010 à La Havane.

## Discographie
- 1994 : The Departure, Columbia
- 1995 : Sketches of Dreams, Sony
- 1996 : Street Scenes, Columbia
- 1998 : Obsession, Columbia
- 2000 : Melaza, Sony
- 2002 : Travesia, Columbia/Sony
- 2004 : Coral, Sony
- 2007 : Cultural Survival, Concord/Universal
- 2011 : Ninety Miles Project, Concord
- 2019 : Carib, Ropeadope

## Récompense
- 2005 : Latin Grammy Awards, Best Instrumental Album pour Coral[4]